# Macaranga ebolowana
Macaranga ebolowana är en törelväxtart som beskrevs av Ferdinand Albin Pax och Käthe Hoffmann.
Macaranga ebolowana ingår i släktet Macaranga och familjen törelväxter. Artens utbredningsområde är Kamerun. Inga underarter finns listade i Catalogue of Life.